# Bruno Merk (Ingenieur)
Bruno Rudi Merk (* 1970 in Dietmannsried) ist ein deutscher Kerntechnikingenieur und Hochschullehrer.

## Ausbildung und Beruf
Nach seinem Studium promovierte Bruno Merk 2004 bei Dan Cacuci an der Universität Karlsruhe zum Dr.-Ing. Für seine 2019 an der Technischen Universität Dresden erlangten Habilitation hatte er sich mit Transmutationssystemen befasst.
Seine Karriere als Wissenschaftler begann Merk an den beiden Vorläuferinstitutionen des Karlsruher Instituts für Technologie, dem Forschungszentrum Karlsruhe in Eggenstein-Leopoldshafen und der Universität Karlsruhe, wo er zu Reaktortechnologie und Reaktorsicherheit forschte. Nach seinem Wechsel nach Dresden an das Helmholtz-Zentrum Dresden-Rossendorf (HZDR) arbeitete er an am dortigen Institut für Ressourcenökologie und an Sicherheitsfragen. In Dresden-Rossendorf leitete er eine Forschungsgruppe zu Neutronenphysik und zu innovativen Kernreaktoren. Freiberuflich war er am Helmholtz-Zentrum mit der Behandlung von radioaktivem Abfall und Reaktorsicherheit befasst. Im dazu gehörenden Bereich Transmutation übte er eine Leitungsfunktion aus. Später war er noch als Berater für das Helmholtz-Zentrum tätig.
Am Bhabha Atomic Research Centre in Kalpakkam, Indien lehrte Merk im Sommer 2015 als Gastprofessor zur Kerntechnik. Seit Oktober 2015 ist er Professor an der University of Liverpool und Chair (Lehrstuhlinhaber) für rechnerbasierte Modellierung für Kerntechnik (Computational Modelling for Nuclear Engineering). Der Lehrstuhl wird durch die Royal Academy of Engineering, RAEng, und das National Nuclear Laboratory, NNL, unterstützt. Bruno Merk wechselte nach Großbritannien, weil er in Deutschland die politische Unterstützung vermisste, die er für seine Forschung als notwendig erachtet.

## Forschungsgebiete
Bruno Merks Forschungsgebiete sind physikalische Fragen der Reaktortechnik, und Sicherheitsaspekte von innovativen Reaktorkonzepten; dabei legt er besonderes Augenmerk auf Hochtemperaturreaktoren. Wichtigstes Forschungsgebiet ist die Behandlung radioaktiver Abfälle, für die er Möglichkeiten erforscht, sie als Ressourcen für neue Reaktortypen einzusetzen; von besonderer Bedeutung sind dabei Methoden der Transmutation. Zentrale Aufgabe sind dabei zu entwickelnde mathematische Modelle und Simulationen zu Reaktorphysik und Reaktorsicherheit.

## Schriften
Bruno Merks Publikationstätigkeit erstreckt sich hauptsächlich auf Zeitschriftenartikel und Konferenzbeiträge.
Qualifikationsarbeiten
- Eine mehrskalige Näherungslösung für die zeitabhängige Boltzmann-Transportgleichung. PDF, 6 MB. In: Forschungszentrum Karlsruhe in der Helmholtz-Gemeinschaft – Forschungsberichte. FZKA 6963, 2004, ISSN 0947-8620 (Dissertation; bereitgestellt durch das Forschungszentrum Karlsruhe)
- Methodische Entwicklungen zu Optimierung und Verbesserung der Sicherheit von Transmutationssystemen. Technische Universität Dresden 2019 (Habilitationsschrift; englisch unter dem Titel Developments for Optimization and Safety Improvement of Transmutation Systems)

Beispielhafter Aufsatz und Forschungsbericht
- The Current Status of Partitioning & Transmutation and How to Develop a Vision for Nuclear Waste Management. PDF. In atw - International Journal for Nuclear Power, Band 64, Nr. 5, ISSN 0365-8414, S. 261–266 (englisch; mit Dzianis Litskevich, Aiden Peakman und Mark Bankhead)
- Studie zur Partitionierung und Transmutation (P&T) hochradioaktiver Abfälle. Stand der Grundlagen- und technologischen Forschung. PDF. Institut für Ressourcenökologie, Helmholtz-Zentrum Dresden-Rossendorf, Mai 2014 (Forschungsbericht am Helmholtz-Zentrum; mit Varvara Glivici-Cotruţă)